# 존속력
존속력(存續力)이란 행정행위가 발령되면 이에 근거하여 새로운 법률관계가 형성되므로 행정행위를 변경하지 않고 계속적으로 존속시킬 필요성에서 인정되는 개념으로서 형식적 존속력과 실질적 존속력을 포함한다. 

## 참고 문헌
- 김철용, 행정법 2(김철용)(제5판), 박영사. (ISBN 9788910513230)